# 岡本果奈美
岡本 果奈美（おかもと かなみ、1988年5月2日 - ）は、日本の元グラビアアイドル、タレントである。「2win」所属でデビューしたが2010年に「WAVE」へ移籍した。2011年3月法政大学卒業。

## 人物
- 趣味：ショッピング、ブログを書く事、ボウリング。
- 特技：目のリレー、新体操。
- 英語検定準2級を所持している。
- 4歳上の姉がいる[3]。
- 芸能人女子フットサルチーム「ZENT sweeties」の元メンバー。
- シンガポール日本人学校の小、中学部にいた事がある。
- 芸能界を引退し、ワーキングホリデーで様々な国に渡る。帰国後はIHTA認定の資格を取得してフリーでヨガインストラクターとして働き、その後、「YMCメディカルトレーナーズスクール」の新宿校と千葉校にて、ヨガのインストラクター、およびリフレクソロジスト養成の講師となった[4]。
- 2016年6月に結婚したことが、林弓束のツイッター[5]や尾崎ナナのブログ[6]で明らかになった。

## 主な出演作品

### テレビ
- グラビアの美少女（MONDO21）
- ドキドキ!?にゅ〜すキャスター（MONDO21）
- 誘惑のマーメイド（MONDO21）
- R.I.S.E.ラウンドガール
- グラドル女学院 （2007年、BSフジ）3期生
- モバポスGREAT （2007年10月 - 2008年3月、日本テレビ）仕分けガール
- モバタレGREAT （2008年4月 - 2008年9月、日本テレビ）飼育ガールズ
- お宝TVデラックス（2009年1月3日、NHKBS2）11PMカバーガール役として
- 志村屋です。 （2009年2月11日、フジテレビ）志村診察室コーナー・ゲスト

### オリジナルビデオ
- 爆乳戦隊バーストレンジャー 前編（2008年11月28日、ZENピクチャーズ） ホワイト 役
- 爆乳戦隊バーストレンジャー 後編（2008年12月12日、ZENピクチャーズ） ホワイト 役
- グラドルヒロイン危機一髪! キューティーローズ 前編（2009年9月25日、ZENピクチャーズ） - キューティーローズ（月島舞） 役
- グラドルヒロイン危機一髪! キューティーローズ 後編（2009年10月23日、ZENピクチャーズ） - キューティーローズ（月島舞） 役
- 忍者特捜ジャスティウインドVS悪のアメコミヒロイン軍団 前編（2010年5月28日、ZENピクチャーズ、上倉栄治監督） - ホワイトウィンド(雪城舞姫) 役
- 忍者特捜ジャスティウインドVS悪のアメコミヒロイン軍団 後編（2010年6月29日、ZENピクチャーズ、上倉栄治監督） - ホワイトウィンド(雪城舞姫) 役

## リリース作品

### DVD
- 激写 （2007年2月、メディアサプライ）
- ダブルH （2007年6月、GPミュージアムソフト）
- 3H （2007年9月、アクアハウス）
- H4（2007年12月、エアーコントロール）
- H5（2008年5月、ベガファクトリー）
- 6H（2008年7月、TMC）
- H7（2008年9月、BMC）
- ∞8∞（2008年12月、ゴマブックス）
- Hのレシピ♡ （2009年3月28日、晋遊舎）
- H（2009年7月、角川ムービーゲート）
- CARA H+1（2009年9月、デジワークス）
- 雪の華（2010年4月、グラッソ）

### 写真集
- Hのレシピ♡（2009年2月28日、晋遊舎、撮影：佐藤裕之）ISBN 978-4883809196